# Tumbas A Jardines
Tumbas A Jardines es el tercer álbum en español de la banda estadounidense de adoración contemporánea Elevation Worship. El álbum fue lanzado el 10 de julio de 2020 a través de su propio sello, Elevation Worship.

## Lista de canciones
| N.º | Título                                                             | Duración |  |
| 1.  | «Ruido! (Rattle!)»                                                 | 7:12     |  |
| 2.  | «Mi Testimonio (My Testimony)»                                     | 4:23     |  |
| 3.  | «Tumbas A Jardines (Graves Into Gardens)» (featuring Brandon Lake) | 5:53     |  |
| 4.  | «La Bendición (The Blessing)»                                      | 6:59     |  |
| 5.  | «Aquí Estoy (Available)»                                           | 6:04     |  |
| 6.  | «Autoridad (Authority)»                                            | 5:42     |  |
| 7.  | «Inigualable (No One Beside)»                                      | 5:52     |  |
| 8.  | «Hay Un Gran Rey (There Is A King)»                                | 5:00     |  |
| 10. | «Qué Harías Tú (What Would You Do)» (featuring Isaiah Templeton)   | 6:51     |  |

## Remixes
| Tumbas A Jardines - Remixes |                                                                                         |          |  |
| N.º                         | Título                                                                                  | Duración |  |
| 1.                          | «Tumbas A Jardines (Graves Into Gardens)» (Miel San Marcos featuring Elevation Worship) | 4:54     |  |
| 2.                          | «Vida Aos Sepulcros (Graves Into Gardens)» (Gabriela Rocha featuring Elevation Worship) | 4:53     |  |